# Can't Slow Down (album de Lionel Richie)
Pour les articles homonymes, voir Can't Slow Down.
Albums de Lionel Richie
Lionel Richie
(1982) Dancing on the Ceiling
(1986)
Singles
1. All Night Long (All Night)
Sortie : 31 août 1983
2. Running with the Night
Sortie : 1er novembre 1983
3. Hello
Sortie : 13 février 1984
4. Stuck on You
Sortie : juin 1984
5. Penny Lover
Sortie : septembre 1984

Can't Slow Down est le deuxième album studio du chanteur américain Lionel Richie. L'album est sorti le 11 octobre 1983 chez Motown.
L'album est certifié disque de diamant par la Recording Industry Association of America pour plus de 10 millions d'exemplaires écoulés aux États-Unis et il s'est vendu à 20 millions d'exemplaires dans le monde, ce qui en fait l'album le plus vendu de Lionel Richie et l'un des plus vendus des années 1980. L'album est également désigné l'album de l'année lors de la 27e cérémonie des Grammy Awards le 26 février 1985.
Cinq singles ont été extraits de l'album, qui ont tous atteint le top 10 du classement américain Billboard Hot 100, dont deux ont atteint la première place : All Night Long (All Night) et Hello.

## Enregistrement

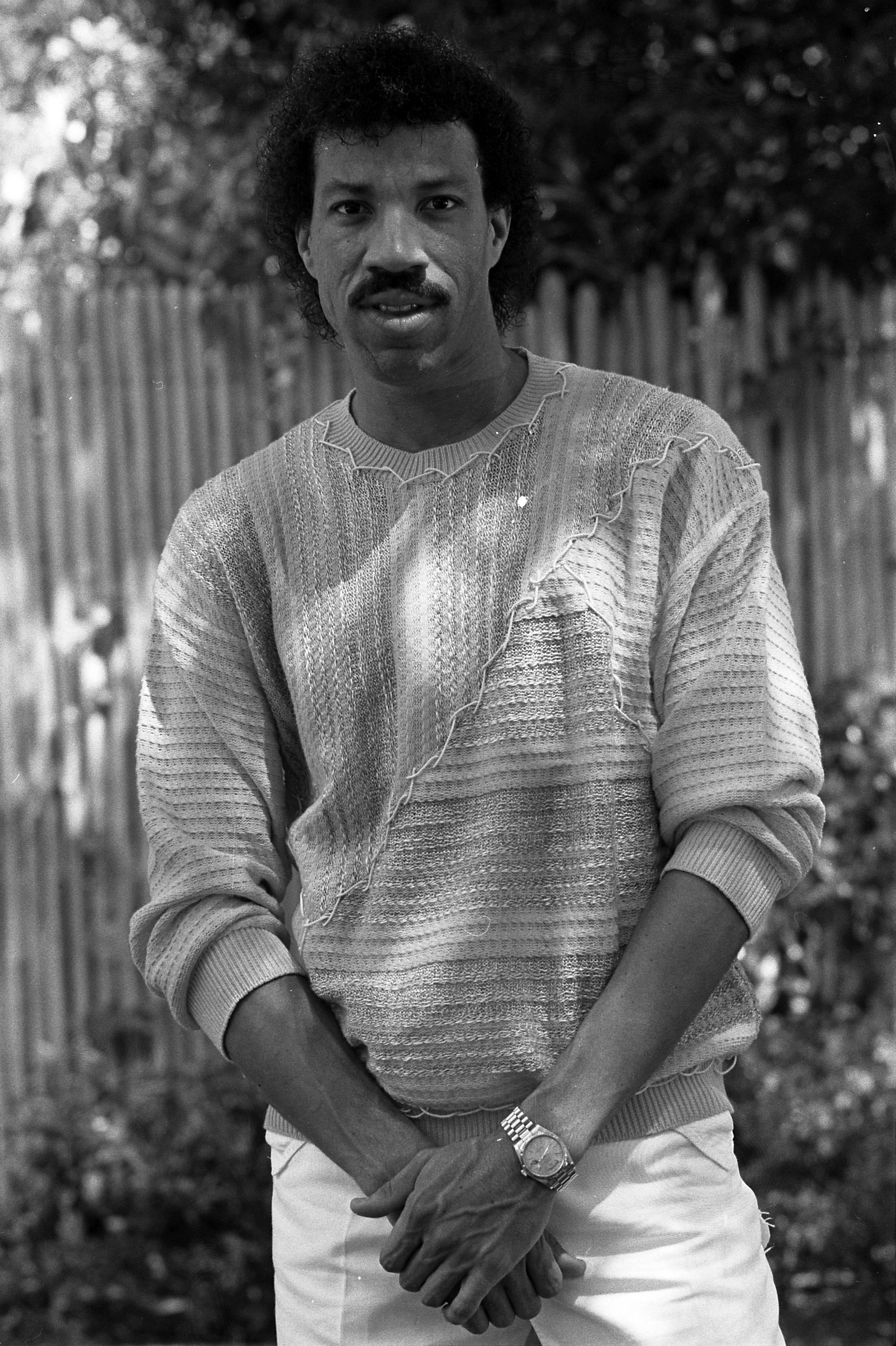
Lionel Richie en 1984.

L'album est enregistré entre mars et septembre 1983 entre les studios Sunset Sound Recorders et Ocean Way Recording à Los Angeles (Californie) et a été mixé aux studios Motown Recording. La production de l'album est assurée par Lionel Richie, James Anthony Carmichael et David Foster.
On notera la présence du guitariste britannique Peter Banks, anciennement du groupe Yes, à la guitare solo sur la chanson Hello, mais son travail ne fut pas crédité,. Les membres du groupe Toto, le guitariste Steve Lukather et le batteur Jeff Porcaro apparaissent également sur Can't Slow Down. Le percussionniste Paulinho Da Costa ainsi que les bassistes Darryl Jones, Nathan East et Abraham Laboriel ont aussi joué sur l'album.

## Réception

### Accueil critique
Dans une critique pour le journal The Village Voice en 1983, le critique musical Robert Christgau donne l'album une note de « B+ » et le qualifie d'amélioration « étonnamment solide », en particulier en ce qui concerne les ballades chantées par Lionel Richie. Il estime que sa « dance-pop internationale sautillante » convient mieux à Richie que le funk des Commodores et prédit que, compte tenu de son « attrait bien établi pour les personnes blanches », Can't Slow Down a le potentiel de devenir un « mini-Thriller ».
Le critique Don Shewey, du magazine Rolling Stone, attribue à l'album quatre étoiles sur cinq et déclare que, même si les ballades étaient « monotones », Richie réussit à élargir sa musique pour l'adapter à différents publics et à s'inspirer d'artistes contemporains tels que Stevie Wonder et Michael Jackson : « si vous ne pouvez pas innover, imitez. Et plus ils sont honnêtes quant à leurs sources, mieux c'est ».
Dans une critique rétrospective pour AllMusic, Stephen Thomas Erlewine donne à Can't Slow Down quatre étoiles et demie sur cinq et écrit que Richie adopte « une approche conservatrice, basée sur des crochets mélodiques, sur un album dont les succès l'ont montré sous son meilleur jour » et dont la seule faiblesse est « une durée de lecture trop courte ».

### Accueil commercial
L'album a atteint la première place du classement des albums du magazine américain Billboard, le Billboard 200. Il a également passé 59 semaines consécutives au sein du top 10 (y compris toute l'année 1984) et un total de 160 semaines (sur trois ans) dans le Billboard 200. Après avoir été le troisième album le plus vendu aux États-Unis en 1984, il a remporté le Grammy Award de l'album de l'année en 1985, battant les albums concurrents Born in the U.S.A. de Bruce Springsteen, Purple Rain de Prince, She's So Unusual de Cyndi Lauper et Private Dancer de Tina Turner,. En 1986, l'album s'est vendu à 15 millions d'exemplaires, puis à plus de 20 millions.
Les cinq singles qui sont extraits de Can't Slow Down se sont tous classés parmi les dix premières places du Billboard Hot 100 américain. Deux chansons, Hello et All Night Long (All Night), ont atteint la première place. Parmi les autres extraits de l'album, figurent Stuck on You (n°3 aux Etats-Unis), Running with the Night (n°7 aux Etats-Unis), et Penny Lover (n°8 aux Etats-Unis). La ballade The Only One est une chanson marquante de l'album qui n'a jamais été publiée en tant que single, mais qui demeure un des principaux titres de Lionel Richie lors de ses prestations en public.

## Liste des titres
| 1. | Can't Slow Down            | - Lionel Richie - David Cochrane | 4:43 |
| 2. | All Night Long (All Night) | Richie                           | 6:25 |
| 3. | Penny Lover                | - Richie - Brenda Harvey-Richie  | 5:34 |
| 4. | Stuck on You               | Richie                           | 3:13 |

| Face B | Face B                 | Face B                       | Face B | Face B | Face B | Face B | Face B | Face B | Face B |
| No     | Titre                  | Auteur                       | Durée  |        |        |        |        |        |        |
| ------ | ---------------------- | ---------------------------- | ------ | ------ | ------ | ------ | ------ | ------ | ------ |
| 5.     | Love Will Find a Way   | - Richie - Greg Phillinganes | 6:16   |        |        |        |        |        |        |
| 6.     | The Only One           | - Richie - David Foster      | 4:21   |        |        |        |        |        |        |
| 7.     | Running with the Night | - Richie - Cynthia Weil      | 6:01   |        |        |        |        |        |        |
| 8.     | Hello                  | Richie                       | 4:08   |        |        |        |        |        |        |
| 40:41  |                        |                              |        |        |        |        |        |        |        |

## Personnel
Selon le livret accompagnant l'album.
- Lionel Richie – chant, chœurs, claviers, arrangements, production
- Peter Banks – guitare solo sur Hello. (Non crédité)
- Steve Lukather – guitare
- Mitch Holder – guitare
- Carlos Rios – guitare
- Louie Shelton – guitare
- Tim May – guitare acoustique
- Fred Tackett – guitare acoustique
- David Cochrane – guitare, synthétiseurs, synthé basse, programmation des synthés, vocodeur, arrangements, chœurs
- Darryl Jones – basse
- Nathan East – basse
- Abraham Laboriel – basse
- Joe Chemay – basse
- Sonny Burke – claviers, piano électrique Fender Rhodes
- John Hobbs : Piano acoustique, piano électrique Fender Rhodes
- Thomas Dolby – synthétiseurs, programmation du Fairlight CMI
- Anthony Marinelli – programmation des synthés
- David Foster – claviers, synthés basse, production
- Michael Boddicker – synthétiseurs, vocoder
- Greg Phillinganes – synthétiseurs, chœurs
- Paul Leim – batterie
- Jeff Porcaro – batterie
- John "J.R." Robinson – batterie
- Paulinho Da Costa – percussions
- James Anthony Carmichael – chœurs, arrangements, production
- Melinda Chatman – chœurs, effets sonores
- Dr. Lloyd Byro Greig – chœurs
- Calvin Harris – chœurs, ingénieur, mixing
- Brenda Harvey Richie – chœurs, assistante à la production
- Deborah Joyce Richie – chœurs
- Jeanette Hawes – chœurs
- Kin Vassy – chœurs
- Deborah Thomas – chœurs
- Suzanne Stanford – chœurs
- Richard Marx – chœurs
- Janice Marie Johnson – chœurs
- Jerry Hey – trompette, arrangements des cuivres
- Chuck Findley – trompette
- Gary Grant – trompette
- Bill Reichenbach – trombone
- Charlie Loper – trombone
- Israel Baker – direction de l'orchestre
- Harry Bluestone – direction de l'orchestre

## Classements et certifications
| Classement (1983–1985)               | Meilleure position |
| ------------------------------------ | ------------------ |
| Allemagne de l'Ouest (Media Control) | 2                  |
| Argentine (CAPIF)                    | 2                  |
| Australie (Kent Music Report)        | 1                  |
| Autriche (Ö3 Austria Top 40)         | 17                 |
| États-Unis (Billboard 200)           | 1                  |
| États-Unis (Top Black Albums)        | 1                  |
| États-Unis (Top Country Albums)      | 55                 |
| Europe (European Top 100 Albums)     | 2                  |
| Norvège (VG-lista)                   | 3                  |
| Nouvelle-Zélande (RIANZ)             | 1                  |
| Pays-Bas (Mega Album Top 100)        | 1                  |
| Royaume-Uni (UK Albums Chart)        | 1                  |
| Suède (Sverigetopplistan)            | 2                  |
| Suisse (Schweizer Hitparade)         | 3                  |

| Classement (1983)        | Position |
| ------------------------ | -------- |
| Pays-Bas (Album Top 100) | 15       |

| Classement (1984)                         | Position |
| ----------------------------------------- | -------- |
| Allemagne de l'Ouest (Offizielle Top 100) | 4        |
| Australie (Kent Music Report)             | 1        |
| Canada (RPM)                              | 6        |
| États-Unis (Billboard 200)                | 3        |
| États-Unis (Top Black Albums)             | 1        |
| Nouvelle-Zélande (RMNZ)                   | 11       |
| Pays-Bas (Album Top 100)                  | 1        |
| Royaume-Uni (OCC)                         | 1        |
| Suisse (Schweizer Hitparade)              | 7        |

| Classement (1985)             | Position |
| ----------------------------- | -------- |
| Australie (Kent Music Report) | 12       |
| États-Unis (Billboard 200     | 22       |
| États-Unis (Top Black Albums) | 29       |
| Pays-Bas (Album Top 100)      | 78       |

| Classement (1980–1989)        | Position |
| ----------------------------- | -------- |
| Australie (Kent Music Report) | 6        |

### Certifications
| Région                                                               | Certification | Ventes/Streams |
| -------------------------------------------------------------------- | ------------- | -------------- |
| Allemagne (BM)                                                       | Or            | 250 000^       |
| Belgique (BEA)                                                       | 4 × Platine   | 200 000*       |
| Canada (Music Canada)                                                | Diamant       | 1 000 000^     |
| Espagne (PME)                                                        | Or            | 50 000^        |
| États-Unis (RIAA)                                                    | Diamant       | 10 000 000^    |
| Finlande (IFPI)                                                      | Platine       | 50,608         |
| France (SNEP)                                                        | Or            | 100 000*       |
| Hong Kong (IFPI)                                                     | Platine       | 20 000*        |
| Nouvelle-Zélande (RMNZ)                                              | Platine       | 15 000^        |
| Pays-Bas (NVPI)                                                      | Platine       | 100 000^       |
| Royaume-Uni (BPI)                                                    | 3 × Platine   | 1 891 896      |
| Résumé                                                               |               |                |
| Monde                                                                |               | 20 000 000     |
| *Ventes selon la certification ^Mise en rayon selon la certification |               |                |